# Coryne fucicola
Coryne fucicola är en nässeldjursart som först beskrevs av de Filippi 1866.  Coryne fucicola ingår i släktet Coryne och familjen Corynidae. Inga underarter finns listade i Catalogue of Life.